# ルパン三世H
『ルパン三世H』（ルパンさんせいエイチ）は、モンキー・パンチ原作・早川ナオヤ作画、トムス・エンタテインメント監修による日本の漫画作品。『ルパン三世officialマガジン』（双葉社）で、09夏号より連載を開始した。
なお『漫画アクション』2015年21号より、同じ著作者たちによる漫画作品が（「H」の付かない、単なる）『ルパン三世』のタイトルで連載されているが、これについても本項のTV第4シリーズのコミカライズで扱う。

## 概要
タイトルの「H」とは、作画を担当した早川のことを指している。作品の特徴として、過去のテレビシリーズ、パチンコ、パチスロのストーリー、小説版などのコミカライズで、いわゆるオリジナル作品はない。ルパン三世や次元大介をはじめとするキャラクターのルックスが、作品ごとに原作のタッチを忠実に再現されていることが特徴。

## 単行本
1. ルパン三世H 1巻
2. ルパン三世H 2巻
3. ルパン三世H ルパンは燃えているか!?編
4. ルパン三世H 大泥棒VS女怪盗編
5. ルパン三世H 血の刻印 〜永遠のmermaid〜編
6. ルパン三世H さらば愛しき魔女編
7. ルパン三世H 星を盗む男編
8. ルパン三世H World is mine編
9. ルパン三世H 華麗なる挑戦編

## パチンコ・パチスロのコミカライズ
「風魔vsルパン お宝争奪大作戦!」
『CRルパン三世 徳川の秘宝を追え』のストーリーを独自にコミカライズした作品。TVスペシャル『ルパン三世 the Last Job』のゲストヒロインである神楽坂飛鳥や、風魔一族の首領・モルガーナらが登場。アニメ版の飛鳥は行き当たりばったりな行動に出ることが多く、感情的な性格だったが、本作では知的かつ冷静で、より性格の明るい人物として描かれている。
「ルパン一族の秘宝」
『パチスロ・ルパン三世〜ルパン一族の秘宝〜』のコミカライズ。キャラクターのルックスは、TV第2シリーズに近い。ルパン一味と、銭形の性格を基に作られた銭形ロボとの戦い、祖父・ルパン一世の秘宝をめぐる攻防を描いている。
「主役は銭形」
『主役は銭形』のコミカライズ。
「World is mine」
『CRルパン三世 World is mine』のコミカライズ。
「消されたルパン」
『CRルパン三世 消されたルパン』のコミカライズ。

## テレビスペシャルのコミカライズ
「the Last Job」
『ルパン三世 the Last Job』のコミカライズ作品。テレビ版とは大きく異なる部分がある。
- 銭形が一切登場しない。
- 最終決戦の場所が異なる。
- 飛鳥の忍者衣装のデザインが異なる。
- 風神は1体ではなく、複数存在する。
- 摩耶は風魔再興を強く望み、モルガーナに心から仕えているため、飛鳥とは対立している。
- 上記の変更により、終盤で電流による拷問を受けるのは飛鳥のみとなっている。
- 飛鳥がICPOの捜査官という描写がない。また、飛鳥がルパンたちに敬語で話している。

「血の刻印 〜永遠のMermaid〜」
『ルパン三世 血の刻印 〜永遠のMermaid〜』のコミカライズ。12夏号、12秋号の2号連続で掲載された。コミカライズにあたり、いくつかの変更点がある。
- 闇オークション会場から盗み出した「人魚の鱗」が、氷室の作った偽物ではなく本物になっている。
- 上記の変更により、氷室の部屋から盗んだのは「龍鱗石」になっている。
- 闇オークション会場に五ェ門がいない。
- ルパンは闇オークション会場で刑事に変装せず、シャンデリアの上から「人魚の鱗」を盗む。
- 影浦をはじめとする氷室の部下たちは、美沙の血を注入されたことにより、彼女と同じ特異体質を得ている。
- 封印の洞窟の祠に石をセットする人物が、ルパンではなく麻紀に変わっている。
- 美沙を氷室の屋敷から脱出させる人物が不二子ではなく、次元と五ェ門になっている。
- 美沙が封印を解除するために右手を置いたあと、そのまま手を針に貫かれている（アニメでは、右手が木箱の中に入り、同様の仕掛けが発生する）。
- 氷室の最期。洞窟内に次元、五ェ門が来ないため、首を切り落とされ、マグナムで頭部だけ先に溶岩に落ちる描写がない。

## 原作のコミカライズ
「ハプニング嵐」
原作の第35話と第71話を組み合わせたコミカライズ作品。ルパンの友人にして次元の敵でもある、敵を自滅させる催眠術の使い手の殺し屋・鬼土あらしが登場する。

## TV第1シリーズのコミカライズ
TV第1シリーズのコミカライズ。
第17話「罠にかかったルパン」
第17話のコミカライズ。峰不二子の視点から描かれている。オリジナルのアニメ版で描かれていた「ルパンと次元が印刷局からアジトへ逃亡するまでのシーン」は描かれていない。
第1話「ルパンは燃えているか･･･?!」 / 第2話「魔術師と呼ばれた男」 / 第3話「さらば愛しき魔女」/第5話「十三代五ェ門登場」
11春号から11秋号までの3号連続で、第1話・第2話・第3話のコミカライズ作品が掲載された。ストーリー展開、登場人物のルックス、シーンの描写、台詞にいたるまで、オリジナルを忠実に再現している。なお、第5話については15冬号に掲載された。
第4話「脱獄のチャンスは一度」
オリジナルを忠実に再現しているが、現在では放送問題用語とされる言葉が使用されていたため、一部のセリフが削除または変更された。

### TV第1シリーズ未放送話のコミカライズ
「刺客の時は来た」
シリーズ第一作。ストーリー原案は小山峻一郎。もともとTV第1シリーズ用のシナリオとして作られたもの。ルパン一味と内閣諜報室のエージェントの対決を描いている。
「華麗なる標的」
ストーリー原案は佐脇徹。もともとTV第1シリーズ用のシナリオとして作られたもの。青年時代のルパンと、彼の命を狙う者たちとの戦いを描いている。

## 『LUPIN the Third -峰不二子という女-』のコミカライズ
『峰不二子という女』のコミカライズ。
「大泥棒VS女怪盗」
第1話のコミカライズ。アニメと違い、ルパンと不二子のやり取りはテレビスペシャルやアニメ第2シリーズのものに近い。また、原作に近い設定の冷酷非情な刑事として登場する銭形がコミックリリーフな役割を担っていること、身代わりとして処刑された男が処刑寸前のところで命拾いするなど、ソフトかつコミカルな作風に仕上げられている。

## TV第4シリーズのコミカライズ
TV第4シリーズのコミカライズ。『ルパン三世』のタイトルで『漫画アクション』2015年21号（2015年10月25日発売）より連載が開始された。
単行本になる際は、1巻は『ルパン三世』、2巻以降『ルパン三世 ITALIANO』としてアクションコミックス（双葉社）から刊行されている。既刊4巻（2016年11月時点）。なお、Kindle版など電子書籍版は1巻も『ルパン三世 ITALIANO』表記。
1. 2015年12月28日 ISBN 978-4575847369
2. 2016年4月12日 ISBN 978-4575847864
3. 2016年8月27日 ISBN 978-4575848434
4. 2016年11月28日 ISBN 978-4575848892

## ゲームブック版のコミカライズ
1980年代後半に双葉社から刊行されていた、ゲームブック版のストーリーをコミカライズしたもの。
「青の女王強奪作戦」
原案はJ.F. ハイブリッジ・野上礼二。ルパンと次元はダイヤ「青の女王」を狙う。「青の女王」はドイツ海軍軍人の名門シュウェイガー家の家宝だったが、反ヒトラー派だった当主が戦闘中行方不明となって以来ダイヤも行方不明であった。そんなルパンたちの前に、謎の巨船が現れる。
「華麗なる挑戦」
原案は前田 達彦・ 渡部 功一・ スタジオ・ハード。カーニバルに沸く水の都マンチス。迷路のようなこの街で、ルパンは探偵ホームズ三世と勝負する。標的は初代ルパンと初代ホームズがともに愛した女性の双子像。そしてその勝負に、謎の少女シャーリーが乱入する。

## 小説版のコミカライズ
上記ゲームブック版と同時期に刊行されていた小説版短編集のストーリーをコミカライズしたもの。　　
「泥棒さんと、殺し屋さんと、……そして、ひとりの少女」
「ルパン三世 戦場は、フリーウェイ」より。原案は塩田信之。
ルパンと次元が黄金マリア像を盗むために旧財閥の名家・小松原家へ潜入したのと同じころ、故・小松原徹斎の養女・和美の身に命の危機が迫っていた。ルパンたちは、和美の命を狙う者たちとの激闘に巻き込まれていく。
「泥棒さんたちの華麗な休日」
「ルパン三世 エルドリア大脱出作戦」より。原案は沙藤樹。
ルパン、次元、五エ門は、「パラダイス」という名前の刑務所で服役生活を送っていた。そこは名前の通り、楽園そのものと言っても過言ではない場所であった。事の発端はひと月前、ある宝飾品を盗むために、ノダという男がオーナーを務めている宝飾店に潜入したものの、ルパンはなぜか「お手上げだ」と口にして盗むことを諦めてしまう。そして、張り込んでいた銭形に抵抗することもなく大人しく逮捕され、この刑務所に護送された。
「星を盗む男」
「ルパン三世 星を盗む男」より。原案は大出光貴。
自らを「宇宙人」と紹介する謎の美女エレーナに「ストーン」と呼ばれる隕石を盗み出して欲しいと頼まれたルパンたち。ところがそれは特殊機関絡みの胡散臭い仕事。さっそく一行は地下研究所へ乗り込むが、そこで見たものは何者かによって惨殺された研究所職員の死体の山だった。
「アムネジアの砂漠」
「ルパン三世 アムネジアの砂漠」より。原案は吉本正彦。
地中海の犯罪王アメシスから宝石「炎の涙」を奪ったルパンだったが、なぜか灼熱の砂漠に、それも記憶喪失（アムネジア）になって行き倒れていた。そのルパンの眼前には砂嵐とともに現れて消えるという幻のピラミッドが。そんなルパンはピラミッド探検隊と偶然出合って救出される。そしてその探検隊には、ピラミッドのお宝を狙う不二子がいた。